# Андіс Юшка
Андіс Юшка (нар. 22 травня 1985) — колишній латвійський тенісист.
Найвищу одиночну позицію світового рейтингу — 226 місце досяг 26 жовтня 2009, парну — 136 місце — 18 жовтня 2010 року.

## Тенісна кар'єра
| Легенда (до/після 2009)                       |
| Тур ATP Челленджер / Тур ATP Челленджер (3–3) |

| Результат | Ранг | Дата (Final)    | Турнір                       | Покриття | Партнер        | Суперники у фіналі             | Рахунок           |
| Поразка   | 6.   | 12 вересня 2010 | Сен-Ремі-де-Прованс, Франція | Тверде   | Денісс Павловс | Жіль Мюллер Едуар Роже-Васслен | 0–6, 6–2, [11–13] |